# Левин, Владимир Павлович
Влади́мир Па́влович Ле́вин (азерб. Vladimir Pavloviç Levin; род. 23 января 1984, Архангельск) — азербайджанский и украинский футболист, защитник. В 2005 году принял гражданство Азербайджана. Выступал за сборную Азербайджана.

## Клубная карьера
В 1996 году переехал в Очаков. Воспитанник ДЮСШ «Артания» (Очаков). Первый тренер — В. В. Журавко. Профессиональную футбольную карьеру начал в 2001 году с выступления в составе одесского «Черномореца-2». Был капитаном команды.
С 2005 года выступает за клуб азербайджанской премьер-лиги «Интер» (Баку). В команде играет под № 15.

## Сборная Азербайджана
Согласно решению специальной комиссии, созданной распоряжением президента АФФА Ровнага Абдуллаева под № 7, от 28 июля 2006 года, в связи с принятием азербайджанского гражданства, футболист Владимир Левин больше не считается футбольным легионером и может выступать за сборную страны.
Защищал также цвета молодёжной сборной страны.
Дебютировал в составе национальной сборной Азербайджана 27 августа 2008 года в Тегеране, под № 3, во время товарищеского матча со сборной Ирана.

## Достижения
«Интер»
- Чемпион Азербайджана: 2007/08
- Серебряный призёр чемпионата Азербайджана: 2008/09